# غرانت إيفانز
غرانت إيفانز (بالإنجليزية: Grant Evans)‏ (3 يناير 1990 بغلاسكو في المملكة المتحدة - ) هو لاعب كرة قدم بريطاني في مركز الدفاع. لعب مع هاميلتون أكاديميكال ونادي دمبرتون وأردريونيانز وإيرفين ميدو XI ‏ ونادي غرينوك مورتون.

## وصلات خارجية
- غرانت إيفانز على موقع قاعدة بيانات كرة القدم.إي يو (الإنجليزية)
- غرانت إيفانز على موقع Soccerbase.com (لاعب) (الإنجليزية)